# Дмитриевская, Ирина
Ирина Дмитриевская (настоящее имя Ирина Викторовна Кудряшова, урождённая Егорова; род. 7 июня 1961, Владимир) — российская писательница. Член Союза российских писателей.

## Биография
Окончила Владимирский государственный педагогический институт имени П. И. Лебедева-Полянского. Работает учителем русского языка и литературы в школе.
Публиковалась в журнале новой русской словесности «Соты», в литературно-художественных альманахах «Артбухта» (Севастополь), «Владимир», «Тула».
Замужем за поэтом, церковным писателем и православным гимнографом Дмитрием Владимировичем Кантовым.
Живёт и работает во Владимире.

### Награды и премии
Лауреат областного литературного конкурса «Владимирская Русь» (2011, диплом первой степени).
Победитель областного конкурса «Владимирская книга года — 2019» в номинации «Проза».
Лауреат Международного литературного Тургеневского конкурса-фестиваля «Бежин луг»-2021 (вторая премия в номинации «Проза»).